# Helige Johannes Döparens kyrka, Gorno Lakočerej
Helige Johannes Döparens kyrka (makedonska: Црква „Св. Јован Крстител“; translitteration: Tsrkva ''Sv. Jovan Krstitel'') är en liten makedonisk-ortodox kyrkobyggnad belägen i byn Gorno Lakočerej, i kommunen Ohrid i den statistiska regionen Sydvästra regionen, i sydvästra Nordmakedonien.
Kyrkan är helgad åt Johannes Döparen och tillhör Debars och Kičevos stift.

## Historik
Helige Johannes Döparens kyrka i Gorno Lakočerej började byggas år 2006, då grunden lades och invigdes den 12 november. Kyrkan stod klar 2014, då den invigdes den 1 juni.
Kyrkan byggdes med hjälp av frivilliga bidrag från invånarna i byn.